# Концепции вида
Конце́пции ви́да — различные системы взглядов на понятие вид в биологии. Вид как таксон является базовой структурной единицей любой системы органического мира, от определения границ которого зависит структура всей таксономической иерархии. Понятие концепции вида тесно связано с другими направлениями, понятиями и предметами изучения биологии: критерии вида, видообразование, таксономия, биологическая систематика и другими. При этом проблема вида, ввиду наличия у этого таксона ряда уникальных свойств, может рассматриваться как самостоятельная область биологической науки.

## Путаница с термином «Вид»
Обычно считают, что вид является основной структурной единицей биологической систематики живых организмов (растений, животных, микроорганизмов). То есть в системе научной классификации вид является низшим рангом и не содержит других подразделений. Однако, на практике встречаются ситуации, когда один вид, который уже назван и описан, на самом деле включает в себя два отличных друг от друга вида живых организмов.[прояснить] Возникает необходимость использовать дополнительный ранг — подвид. Например, балтиморская иволга и буйволова иволга — два близких вида птиц, в прошлом считались одним видом — северная иволга. В настоящее время биологи считают, что на самом деле это два отдельных вида, но в прошлом это было не так.

## Современные концепции вида
В современной науке пока нет единого понимания биологической сущности вида. Наиболее распространены 7 концепций:
- типологическая,
- номиналистическая,
- биологическая,
- хеннигова,
- эволюционная,
- филогенетические концепции Б. Мишлера — Э. Териота и К. Вилера — Н. Плетника.[4]